# Tropidocyathus labidus
Tropidocyathus labidus är en korallart som beskrevs av Stephen D. Cairns och Zibrowius 1997. Tropidocyathus labidus ingår i släktet Tropidocyathus och familjen Turbinoliidae. Inga underarter finns listade i Catalogue of Life.